# Miecze Valdgira
Miecze Valdgira – komputerowa gra platformowa z elementami gry przygodowej, wydana w 1991 roku przez polską firmę ASF s.c. na 8-bitowe komputery Atari.
Twórcami gry są Henryk Cygert (programowanie), Aleksander Ast (grafika), Bartłomiej Trokowicz (muzyka, scenariusz). Cała fabuła osadzona jest w podziemiach przeklętego zamku Heldgor. Zadaniem gracza jest odnaleźć pięć tytułowych mieczy Valdgira. Gra została wydana na kasecie i dyskietce. W legalnym obrocie sprzedano 12 tysięcy kopii gry.

## Fabuła
Gracz wciela się w rolę karła Aldira, adepta magii, który postanowił zgłębić tajemnicę zamku Heldgor. Fortecą władał czarnoksiężnik Valdgir, jednak przed śmiercią rzucił klątwę na posiadłość oraz otaczające ją ziemie. Od tego czasu zalęgło się tam zło, jedynym sposobem na oczyszczenie Heldgoru jest znalezienie i połączenie w pentagram pięciu mieczy: Albionu, Beleta, Flaurosa, Glamdringa oraz Caliburna.